# 12753 Povenmire
12753 Povenmire eller 1993 HE är en asteroid i huvudbältet som upptäcktes den 18 april 1993 av det amerikanska astronom paret Eugene M. och Carolyn S. Shoemaker vid Palomar-observatoriet. Den är uppkallad efter Katie Povenmire.
Asteroiden har en diameter på ungefär 8 kilometer.